# Елизабет фон Хабсбург
Елизабет фон Хабсбург или Елизабет Австрийска (на немски: Elisabeth von Habsburg, на полски: Elżbieta Rakuszanka, Elżbieta Habsburżanka; * 1437, Виена; † 30 август 1505, Краков) от род Хабсбурги, е чрез женитба от 1454 г. кралица на Полша и велика княгиня на Литва.

## Произход и ранни години
Тя е дъщеря на римско-немския крал Алберт II и на Елизабет Люксембургска, дъщеря на римско-немския император Сигизмунд Люксембургски.
Баща ѝ умира през 1439 г. От 1440 г. Елизабет расте заедно с брат си Владислав Постум във Винер Нойщат в двора на нейния роднина Фридрих III.

## Кралица на Полша
Във Вроцлав се сгодява през 1453 г. и на 10 февруари 1454 г. в Краков Елизабет се омъжва за Кажимеж IV (1427 – 1492), крал на Полша (1447 – 1492) от род Ягелони. Тя му ражда 13 деца.
Елизабет умира през 1505 г., погребана е във Вавелската катедрала в Краков.

## Деца
Елизабет и Кажимеж IV Ягелончик имат децата:
- Уласло II (1456 – 1516), крал на Бохемия и Унгария
- Ядвига Ягелонка (1457 – 1505), омъжена за Георг Богатия, херцог на Бавария-Ландсхут
- Свети Казимир (1458 – 1484), Светия и закрилник на Полша и Литва
- Ян I Олбрахт (1459 – 1501), крал на Полша (1492 – 1501)
- Александер Ягелончик (1461 – 1506), крал на Полша (1501 – 1506)
- София Ягелонка (1464 – 1512), омъжена за маркграф Фридрих II фон Бранденбург-Ансбах
- Елизабет (1465 – 1466)
- Зигмунт I Стари (1467 – 1548), крал на Полша (1506 – 1548)
- Фридерик Ягелончик (1468 – 1503), архиепископ на Гнезден, кардинал
- Елизабет (1472 – 1480)
- Aнна Ягелонка (1476 – 1503), омъжена за херцог Богислав X от Померания
- Барбара Ягелонка (1478 – 1534), омъжена за херцог Георг Брадати от Саксония (1471 – 1539)
- Елжбета Ягелонка (1483 – 1517), омъжена за херцог Фридрих II фон Легница

- Портрети на децата
- Уласло II
- Ядвига Ягелонка
- Свети Казимир
- Ян I Олбрахт
- Александер Ягелончик
- София Ягелонка
- Зигмунт I Стари
- Фридерик Ягелончик
- Анна Ягелонка
- Барбара Ягелонка